# 马氏卡类球蛛
马氏卡类球蛛（学名：Carpathonesticus mamajevae）为类球蛛科卡类球蛛属的动物。在中国大陆，分布于辽宁等地。